# Бютт-Медоус (Каліфорнія)
Бютт-Медоус (англ. Butte Meadows) — переписна місцевість (CDP) в США, в окрузі Б'ютт штату Каліфорнія. Населення — 74 особи (2020).

## Географія
Бютт-Медоус розташований за координатами 40°5′7″ пн. ш. 121°32′32″ зх. д. / 40.08528° пн. ш. 121.54222° зх. д. (40.085225, -121.542132).  За даними Бюро перепису населення США в 2010 році переписна місцевість мала площу 5,56 км², з яких 5,55 км² — суходіл та 0,00 км² — водойми.

## Демографія
Згідно з переписом 2010 року, у переписній місцевості мешкало 40 осіб у 25 домогосподарствах у складі 10 родин. Густота населення становила 7 осіб/км².  Було 242 помешкання (44/км²).
Расовий склад населення:
| - 95,0 % — білих |

До двох чи більше рас належало 5,0 %. Частка іспаномовних становила 0,0 % від усіх жителів.
За віковим діапазоном населення розподілялося таким чином: 0,0 % — особи молодші 18 років, 70,0 % — особи у віці 18—64 років, 30,0 % — особи у віці 65 років та старші. Медіана віку мешканця становила 58,0 року. На 100 осіб жіночої статі у переписній місцевості припадало 207,7 чоловіків;  на 100 жінок у віці від 18 років та старших — 207,7 чоловіків також старших 18 років.
Цивільне працевлаштоване населення становило 0 осіб. 